# كودور إنليل
كودور إنليل هو ملك بابلي والملك ال26 لسلالة بابل الثالثة الكيشية، خلف الحكم من والده كادشمان إنليل الثاني وخلفه في الحكم إبنه شاغاراكتي شورياش، وحكم من سنة 1254 إلى سنة 1246 ق م، حسب النصوص البابلية ذكرت بأنه شارك بمساهمات اقتصادية في بابل.